# Pequeño dodecicosidodecaedro
En geometría, el pequeño dodecicosidodecaedro (o pequeño dodecicosidodecaedro) es un poliedro uniforme estrellado, indexado como U33. Tiene 44 caras (20 triángulos, 12 pentágonos y 12 decágonos), 120 aristas y 60 vértices. Su figura de vértice es un cuadrilátero cruzado.

## Poliedros relacionados
Comparte su disposición de vértices con el pequeño dodecaedro truncado estrellado y con los compuestos uniformes de 6 o 12 prismas pentagrámicos. Además, comparte su disposición de vértices con el rombicosidodecaedro (que tiene en común las caras triangulares y pentagonales) y con el pequeño rombidodecaedro (que tiene en común las caras decagonales).
| Rombicosidodecaedro                    | Pequeño dodecicosidodecaedro            | Pequeño rombidodecaedro                 |
| Pequeño dodecaedro truncado estrellado | Compuesto de seis prismas pentagrámicos | Compuesto de doce prismas pentagrámicos |

### Pequeño hexecontaedro dodecacrónico
El poliedro conjugado del pequeño dodecicosidodecaedro es el pequeño hexecontaedro dodecacrónico' (o pequeño ditriacontaedro sagital). Es visualmente idéntico al pequeño rombidodecacrono. Sus caras son dardos. Una parte de cada dardo se encuentra dentro del sólido, por lo que es invisible en los modelos sólidos.

#### Proporciones
Las caras tienen dos ángulos de {\displaystyle \arccos({\frac {5}{8}}+{\frac {1}{8}}{\sqrt {5}})\approx 25.242\,832\,961\,52^{\circ }}, uno de {\displaystyle \arccos(-{\frac {1}{8}}+{\frac {9}{40}}{\sqrt {5}})\approx 67.783\,011\,547\,44^{\circ }} y otro de {\displaystyle 360^{\circ }-\arccos(-{\frac {1}{4}}-{\frac {1}{10}}{\sqrt {5}})\approx 241.731\,322\,529\,52^{\circ }}. Su ángulo diedro es igual a {\displaystyle \arccos({\frac {-19-8{\sqrt {5}}}{41}})\approx 154.121\,363\,125\,78^{\circ }}. La relación entre las longitudes de los bordes largo y corto es {\displaystyle {\frac {7+{\sqrt {5}}}{6}}\approx 1.539\,344\,662\,92}.